# Gerhard Hetz
Gerhard Hetz (n. 13 iulie 1942, Hof, Regatul Bavariei, Germania – d. 19 mai 2012, Barra de Navidad⁠(d), Jalisco, Mexic) a fost un antrenor, medaliat olimpic. A participat la 2 ediții ale Jocurilor Olimpice (1960, 1964) în care a câștigat o medalie de argint și o medalie de bronz.